# Pojam
Pojam, u logici, je misao o biti (osnovi) onoga o čemu mislimo, odnosno, o bitnim karakteristikama onoga o čemu mislimo, opće je obilježje. Kod pojma razlikujemo: sadržaj, obujam (opseg) i doseg.
- Sadržaj čine bitne karakteristike nekog pojma, odnosno, ono što nešto čini onim što jeste. Na primjer, sadržaj pojma "čovjek" je taj da je čovjek svjesno biće, i ta činjenica da je čovjek svjesno biće čini čovjeka onim što jest.
- Obujam (Opseg) nekog pojma čini skup nižih pojmova na koje se taj jedan pojam odnosi. Na primjer, obujam pojma "čovjek" je taj da se ljudi mogu dijeliti po rasama, državama i drugo.
- Doseg je broj pojedinačnih predmeta na koje se jedan pojam odnosi. Na primjer, pojam "čovjek" doseže više od milijardi.

Obujam i sadržaj pojma su obrnuto proporcionalni kada se radi o pojmovima iste vrste ili roda. Ako je širok obujam uzak je sadržaj i obrnuto.

## Teorije o pojmu
- Formalistička teorija smatra da je pojam element suda. Problem ove teorije je taj što pojam jest element suda ali mu to ne može biti definicija, već mu se samo određuje mjesto

- Psihologistička teorija pojam objašnjava pomoću predstave (predodžbe). Ova teorija tvrdi da je pojam opća predodžba.

- Nominalistička teorija smatra da je pojam isto što i riječ, termin ili ime. Međutim, to se ne može izjednačavati. Pojam je misao a riječ je sredstvo izražavanja te misli (jezični izraz pojma).

- Vulgarno-materijalistička teorija smatra da je pojam misao o osobinama materijalnih predmeta. Problem s ovom teorijom je taj što ljudi ne misle samo o materijalnim predmetima. Ova teorija je suviše pojednostavila pojam.

- Realistična teorija - proširuje vulgarno-materijalističku teoriju i uvodi odnose među materijalnim predmetima.

## Vrste pojmova
- Prema predmetima misli - tako postoje pojmovi o materijalnim predmetima, osobinama, odnosima, pojavama i drugo.

Drugi način podjele je u odnosu obujma i sadržaja
- Individualni i klasni pojmovi - ovi pojmovi se razlikuju prema obujmu. Individualni pojmovi u svom obujmu imaju samo jedan predmet. Klasni pojmovi se odnose na čitavu grupu (klasu) sličnih predmeta. Na primjer Platon je individualni pojam a filozof je klasni pojam.

- Nekvantificirani i kvantificirani pojmovi - nekvantificirani pojmovi nemaju točno određen obujam, oni su globalni. Na primjer u rečenici "Učenici su nestašni" nismo odredili na koje učenike mislimo i koliko ih je. Kvantificirani pojmovi imaju točno određen obujam i mogu biti univerzalni, partikularni i singularni.
  - Svi učenici- univerzalni
  - Neki učenici- partikularni
  - Sokrat- singularni

- Jednostavni i složeni pojmovi - razlikuju se po sadržaju. Jednostavni pojmovi u svom sadržaju imaju samo jednu osobinu (npr.:bijelo), dok složeni imaju barem dvije osobine(npr.:boje).

- Pozitivni i negativni pojmovi - Pozitivni pojmovi ističu neku osobinu (npr.:znanje) a negativni pojmovi negiraju neku osobinu (npr.:neznanje).

- Apstraktni i konkretni pojmovi - Apstraktni pojmovi imaju uži sadržaj (npr.:majčinstvo)a konkretni imaju širi sadržaj (npr.:majka).

- Jasni-nejasni, razgovjetni-nerazgovjetni pojmovi - Jasni i nejasni pojmovi se razlikuju po obujmu. Jasan nam je onaj pojam kod kojeg nam je obim potpuno poznat. Razgovjetni i nerazgovjetni pojmovi se razlikuju po sadržaju. Razgovjetan nam je onaj pojam kod kojeg nam je sadržaj potpuno poznat, a nerazgovjetan nam je onaj kod kojeg nam sadržaj nije potpuno poznat.

- Homologički i heterologički pojmovi-Homologički pojmovi odnose se na klase koje sadrže sebe kao član,sebe označava ono što je (npr.:prost), heterologički pojmovi su o klasi koja nije sama svoj član (npr.:jednostavni pojam).

- Kolektivni i nekolektivni pojmovi -Kolektivi pojmovi su cjeline sastavljene od većeg broja istovrsnih predmeta (npr.:šuma),nekolektivni se odnose na kolektive predmeta (npr.:drvo).

## Odnosi pojmova
- Identični pojmovi - ovi pojmovi imaju isti obujam i isti sadržaj, međutim identičnost u prirodi ne postoji pa ne postoje ni identični pojmovi. Do ovoga prividnog odnosa dolazi zbog toga što jedan pojam može imati više termina pa nama izgleda da se radi o više pojmova (npr.:pojam kvadrat i istostrani pravokutni četverokut).

- Ekvipolentni pojmovi - ovi pojmovi imaju isti obujam ali različit sadržaj. Na primjer "Glavni grad Virovitičko-podravske županije" i "Grad na Ođenici" imaju isti obujam (mislimo na isti grad - Virovitica), ali u prvom slučaju u sadržaju navodimo karakteristike koje predstavljaju društveno-političku, administrativnu funkciju Virovitice, a u sadržaju drugog pojma njegov zemljopisni položaj.

- Interferirajući pojmovi - dva pojma koja imaju djelomično isti obujam i djelomično isti sadržaj. Na primjer u relaciji pojmova "učenik" i "sportaš" znamo da se neki učenici bave sportom pa pripadaju i pojmu sportaši, a samim tim i neki od sportaša su učenici.

- Superordinirani i subordinirani pojmovi - superordinirani imaju širi obujam a subordinirani imaju uži obujam, ali mu se obujam (subordiniranom pojmu) nalazi u sastavu superordiniranog pojma. Na primjer u relaciji pojmova "živa bića" i "biljke", u "živa bića" se ubrajaju biljke, dok kod pojma "biljke" ne ubrajaju se sva živa bića, jer je biljka samo jedno od živih bića.

- Koordinirani pojmovi - to su pojmovi koji su subordinirani zajedničkom višem pojmu, ali imaju neke osobine koje ih razdvajaju. Na primjer pojmovi "som" i "morski pas" pripadaju pojmu ribe, ali se razlikuju po tome što je som slatkovodna riba, dok morski pas živi u slanim vodama.

- Kontrarni pojmovi - to su pojmovi koji su također subordinirani zajedničkom višem pojmu, ali su međusobno suprotni. Na primjer pojmovi "crno" i "bijelo" pripadaju zajedničkom pojmu boje ali su suprotni.

## Relevantni članci
- Logika
- Matematička logika
- Indukcija
- Dedukcija
- Sud
- Zaključak